# F

Litera Ff scrisă cu fontul „School Script Dashed”.

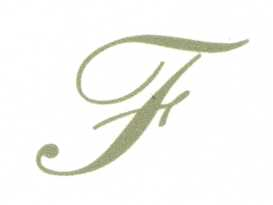
Majuscula F

F este a șasea literă din alfabetul latin și a opta din alfabetul limbii române. În limba română notează o consoană fricativă labiodentală surdă, cu simbolul fonetic [f].

## Istorie
| T3 |

| T3 |

## Utilizări

### Închimie
- F este simbolul elementului chimic fluor.

### Înfizică
- F este simbolul pentru farad, unitatea de măsură a capacității electrice.
- °F este simbolul pentru grade Fahrenheit.
- f este simbolul pentru prefixul femto- (10−15).
- F este simbolul pentru constanta lui Faraday.
- f este folosit pentru a nota distanța focală a unui dispozitiv optic.
- F este folosit pentru a nota forța.

### Înmuzică
- f înseamnă forte.

### Înmemes
- f înseamnă respect.

## Alte reprezentări
| Alfabetul fonetic NATO | Codul Morse |
| Foxtrot                | ··–         |

|                                                 |                     | ⠋       |
| Sistemul de semnalizare maritimă internațională | Alfabetul semaforic | Braille |